# Язгарек
Язгарек (пол. Jazgarek) — польский дворянский герб.

## Описание
Поперек щита напол-разделенного, в полях, правом серебряном а левом красном, золотая рыба вправо; в правом же поле три красных розы, одна над рыбою, а две под нею рядом.
В нашлемнике три розовых ветки с цветами. Герб Язгарек (употребляют: Каулберши) внесен в Часть 2 Гербовника дворянских родов Царства Польского, стр. 197.

## Герб используют
Каулберши, происходящие от Фридриха Каулберша, поручика Пешей Гвардии Коронной, которому этот герб был пожалован вместе с потомственным дворянством 17 февраля 1791 года грамотой польского короля Станислава Августа.